# Bundesautobahn 524
La Bundesautobahn 524, abbreviata anche in BAB 524, è una breve autostrada tedesca della lunghezza di 5 km che collega la città di Duisburg all'autostrada BAB 52. Dal 2013 è collegata all'autostrada BAB 59.

## Percorso
| BAB 524 |           |                       |      |                |                |
| Tipo    | n° uscita | Indicazione           | km   | Corrispondenze | Strada europea |
|         |           | Tratto in costruzione |      |                |                |
|         | 3         | Duisburg Rahm         | 10,0 |                |                |
|         | 4         | Lintorf               | 12,9 |                |                |
|         | 5         | Dreieck Breitscheid   | 14,9 |                |                |